# Francisco de Assis de Lorena e Silveira
Francisco de Assis de Lorena e Silveira, filho legitimado de Bernardo José Maria da Silveira e Lorena, 5.º conde de Sarzedas, foi governador e capitão-general de Mato Grosso. Pertenceu ao Conselho de Estado de João VI e foi homem de grande cultura, possuidor de enorme livraria. Casou com Maria Rita de Almeida de Sousa e Faro, sendo pais de Bernardo Heitor da Silveira e Lorena (1810–1871), 6.º conde de Sarzedas.